# Arctia fulva
Arctia fulva är en fjärilsart som beskrevs av Statt. 1934. Arctia fulva ingår i släktet Arctia och familjen björnspinnare. Inga underarter finns listade i Catalogue of Life.